# Phoma nyctaginea
Phoma nyctaginea är en lavart. Phoma nyctaginea ingår i släktet Phoma, ordningen Pleosporales, klassen Dothideomycetes, divisionen sporsäcksvampar och riket svampar.

## Underarter
Arten delas in i följande underarter:
- boerhaaviae
- nyctaginea